# 北京小马奔腾影视文化传媒
北京小马奔腾文化传媒股份有限公司（英文：Beijing Galloping Horse Media Co., Ltd），是一家中国电影与电视剧制作公司。小马奔腾公司作为集团管理型的文化产业主体，旗下拥有北京新雷明顿广告有限公司、北京小马奔腾影视文化发展有限公司、北京小马飞腾广告公司、北京小马欢腾广告公司及与国家广电总局合作创办的《TV GUIDE电视指南》杂志，业务范围涵盖到文化产业的各个领域。

## 併購数字王国
2012年9月21日，在纽约市举办的数字王国破产拍卖會中，由小马奔腾美国主导，联合印度信实媒体组成“小马奔腾·信实”合资公司，以3,020万美元收购了“数字王国”和子公司“航母传媒”，及其所拥有的包括视觉特效在内的多项核心资产。“小马奔腾·信实”将获得数字王国和航母传媒旗下包括电影、视觉特效、广告制作、虚拟人合成技术等所有的主要业务，以及位于美国加州和加拿大温哥华的工作室，以及2013年科幻片《安德的游戏》的联合制作权。小马奔腾美国和诚信传媒分别拥有数字王国70%和30%的股份。

## 影视作品

### 电视剧
主要是张建栋、高希希、赵重光、韦大军等人导演的作品：
- 《历史的天空》
- 《靠近你，温暖我》
- 2008年《我们生活的年代》
- 2009年《柳叶刀》
- 2009年《空巢》
- 2009年《狙击手》
- 2009年《青铜匕首》
- 2009年《我的兄弟叫顺溜》
- 2010年《三国》
- 2010年《我是真的》
- 2011年《我是特种兵》
- 2011年《无影灯下》
- 2012年《民兵葛二蛋》
- 2012年《一家不说两家话》
- 2013年《刑警博客》
- 2013年《说书人》
- 2013年《独有英雄》
- 2013年《龙门镖局》
- 2014年《十送红军》
- 2014年《食来孕转》
- 2014年《人见人爱》
- 2015年《大宋传奇之赵匡胤》
- 2015年《白云飘飘的年代》
- 2016年《热血之共赴国难》
- 2016年《秘密的背后》(海润影视合作)
- 2016年《好家伙》
- 2016年《有你就好》
- 2018年《烽火连城决》
- 待播中《黄金大劫案》
- 待播中《翻手为云覆手雨》

### 电影
- 2014年 匆匆那年